# Gallerie stradali dell'Emilia-Romagna
Questa lista elenca le gallerie stradali dell'Emilia-Romagna con lunghezza superiore a 500 m.
|  | Denominazione  | Lunghezza | Provincia | Strada | Anno di apertura | Note                                                          |
|  | -------------- | --------- | --------- | ------ | ---------------- | ------------------------------------------------------------- |
|  | Base           | 8710 m    | BO (e FI) | A1var  | 2015             | A doppia canna. 5,3 km in Emilia-Romagna e 3,4 km in Toscana. |
|  | Val di Sambro  | 3900 m    | BO        | A1var  | 2015             | A doppia canna.                                               |
|  | Quarto         | 2600 m    | FC        | SS3bis | 1996             | A doppia canna.                                               |
|  | Sparvo         | 2600 m    | BO        | A1var  | 2015             | A doppia canna.                                               |
|  | Seminario      | 2497 m    | RE        | SS63   | 1998             |                                                               |
|  | Grizzana       | 2340 m    | BO        | A1var  | 2015             | A doppia canna.                                               |
|  | Monte Mario    | 2254 m    | BO        | A1     | 2006             | A doppia canna.                                               |
|  | Valico (Cisa)  | 2054 m    | PR (e MS) | A15    | 1975             | A doppia canna. 1,2 km in Emilia-Romagna e 0,8 km in Toscana. |
|  | Roccaccia      | 1840 m    | FC        | SS3bis | 1986             | A doppia canna.                                               |
|  | Riola          | 1780 m    | BO        | SS64   |                  |                                                               |
|  | Allocco        | 1765 m    | BO        | A1     | 2007             | A doppia canna.                                               |
|  | Le Vigne       | 1581 m    | FC        | SS726  | 2008             |                                                               |
|  | Strettara      | 1462 m    | MO        | SP40   | 1993             |                                                               |
|  | Banzole        | 1290 m    | BO        | A1     | 1973             | A doppia canna.                                               |
|  | Vado           | 1151 m    | BO        | A1     | 2006             | A doppia canna.                                               |
|  | Casina         | 1041 m    | RE        | SS63   |                  |                                                               |
|  | Ravegnana      | 984 m     | FC        | SS727  | 2013             |                                                               |
|  | Monte Coronaro | 930 m     | FC        | SS3bis | 1973             | A doppia canna.                                               |
|  | Gardelletta    | 840 m     | BO        | A1     | 2006             | A doppia canna.                                               |
|  | Porretta Terme | 822 m     | BO        | SS64   |                  |                                                               |
|  | Barberino      | 765 m     | PC        | SS45   |                  |                                                               |
|  | Bocco          | 708 m     | RE        | SS63   | 2017             |                                                               |
|  | Corchia        | 542 m     | PR        | A15    | 1975             | A doppia canna.                                               |